# La Bouza
La Bouza település Spanyolországban, Salamanca tartományban. La Bouza Puerto Seguro, Villar de Ciervo és Figueira de Castelo Rodrigo községekkel határos. Lakosainak száma 49 fő (2024).

## Népesség
A település népessége az elmúlt években az alábbi módon változott:
| Lakosok száma | 68   | 68   | 63   | 64   | 84   | 73   | 52   | 55   | 57   | 49   |
|               | 2001 | 2004 | 2007 | 2009 | 2012 | 2014 | 2017 | 2019 | 2022 | 2024 |